# 川上明
川上 明（かわかみ あきら、1970年2月26日 - ）は、日本の実業家、新潟アルビレックスBB球団社長／株式会社新潟プロバスケットボール代表取締役社長。

## 人物・経歴
1970年2月26日生まれ。東京都出身。1992年3月、立教大学卒業。
大学卒業後、株式会社読売広告社に入社し、広告業務を経験したのち、株式会社オプトでインターネット広告に携わる。その後、広告業界から転じてBtoBマーケティング支援を行う株式会社イノベーションに入社し、上場業務を担ったのち、人材紹介会社の株式会社バク宙取締役に就任する。
2021年1月、新潟アルビレックスBBを運営する株式会社新潟プロバスケットボールに入社し、経営企画本部長に就任。同年5月31日、代表取締役社長に就任。